# Балай
Балай (на старогръцки: Βαλλαῖος, Ballaios, Ballai) е илирийски цар в Рисан (в Черна гора) и околностите през 167 – 135 пр.н.е. (или ок. 195 – 175 пр.н.е.) на Ардиейците (Ἀρδιαῖοι, Ardiaei).
Той сече сребърни и бронзови монети.